# اوبراژدا
اوبراژدا (به صربی: Obražda) یک منطقهٔ مسکونی در صربستان است که در بوینیک واقع شده‌است. اوبراژدا ۳۴ نفر جمعیت دارد.